# Premier League (Ghana)
De Premier League is de hoogste voetbaldivisie in Ghana. De competitie ging in 1958 officieel van start, nadat de in 1956 gestarte landelijke competitie op een mislukking uitliep. De competitie wordt gedomineerd door Asante Kotoko en Hearts of Oak.
Tegenwoordig is de sponsornaam van de competitie First Capital Plus Bank Premier League.
In 1956 ging de GAFA (Ghana Amateur Football Association) van start met een landelijke competitie waarvoor veertien clubs waren uitgenodigd. Van deze clubs boycotte de vier clubs uit Kumasi de competitie en werden door de GAFA geschorst. Deze vier bereikten dat acht van de tien overgebleven clubs zich bij hun boycot aansloten. De clubs Hearts of Oak en Eleven Wise werden dat jaar als eerste en tweede aangewezen.

## Teams 2011
- Aduana Stars
- All Stars
- Asante Kotoko
- AshantiGold
- Berekum Chelsea
- Berekum Arsenal
- BA Stars
- Ebusua Dwarfs
- Heart of Lions
- Hearts of Oak
- King Faisal Babes
- Liberty Professionals
- Medeama SC
- Mighty Jets
- New Edubiase United
- Real Tamale United

## Kampioenen

### Titels (1958-2015)
| Club           | Titels | Club              | Titels |
| -------------- | ------ | ----------------- | ------ |
| Asante Kotoko  | 24     | Real Republicans  | 1      |
| Hearts of Oak  | 19     | Mysterious Dwarfs | 1      |
| Goldfields     | 4      | Hasaacas          | 1      |
| Great Olympics | 2      | Aduana Stars      | 1      |
| Eleven Wise    | 1      | Bechem Chelsea FC | 1      |

Aduana Stars · 
Asante Kotoko · 
Ashanti Gold · 
Bechem United · 
Berekum Chelsea · 
Bolga All Stars · 
Dreams FC · 
Ebusua Dwarfs · 
Elmina Sharks · 
Great Olympics · 
Hearts of Oak · 
Inter Allies · 
Liberty Professionals · 
Medeama · 
WA All Stars · 
WAFA SC
1958 · 1959 · 1960 · 1961/62 · 1962/63 · 1963/64 · 1964/65 · 1966 · 1967 · 1968 · 1969 · 1970 · 1971 · 1972 · 1973 · 1974 · 1975 · 1976 · 1977 · 1978 · 1979 · 1980 · 1981 · 1982 · 1983 · 1984 · 1985 · 1986 · 1987 · 1988/89 · 1989/90 · 1990/91 · 1991/92 · 1992/93 · 1993/94 · 1994/95 · 1995/96 · 1996/97 · 1997/98 · 1999 · 2000 · 2001 · 2002 · 2003 · 2004 · 2005 · 2006/07 · 2007/08 · 2008/09 · 2009/10 · 2010/11 · 2011/12 · 2012/13 · 2013/14 · 2014/15 · 2015/16 · 2016/17 · 2017/18 · 2018/19 · 2019/20 · 2020/21 · 2021/22